# Admonitio generalis

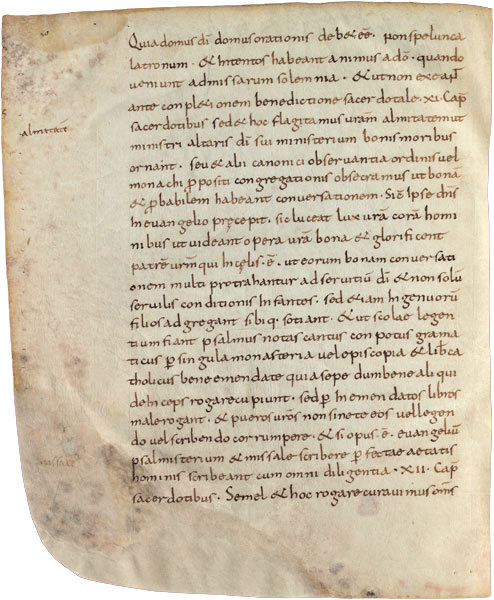
Az admonitio generalis 789-es szövege egy 9. századi kéziratban, Saint-Remi-apátságból (Reims) (jelenleg Párizs, Francia Nemzeti Könyvtár, lat. 10758, fol. 50^{r})

Az Admonitio generalis (magyarul: „általános felhívás“) egy kora középkori okirat, amely kapitulárist 789-ben Nagy Károly frank király rendelt el. Ez egyben a legismertebb kapitulárisa.

## Tartalma
A részletekbe menő figyelemfelkeltő vagy felszólítás a püspököket és a klérust általában, a világi méltóságokat és nagy általánosságban az ország egész népességét célozta meg. A felhívás Kizárólag a bibliára és az egyházi jogra hivatkozik, egyfajta reformprogram az egész birodalomnak. Kora híres tudósa, Alcuin nagy részt kivett a szöveg fogalmazásából. A kolostori (iskolai)-képzés megreformálását is megcélzó szöveg gyakorlatilag egy korábbi, 784/85-ből való, hasonló intenciójú levél pontosabb megfogalmazása. Ezt az "epistula de litteris colendis" címen ismert levelet Alkuin eredetileg Baugulf fuldai apátnak írta, amelyet ő aztán a további terjesztést elősegítendő elküldött Metzbe is Angilram apátnak. 
Az Admonitio generalis két fejezetre bontható:
Az 1–59 számozású bekezdések az egyházi szervezettel foglalkozik. Egészében véve azoknak az utasításoknak a megismétlése, amelyeket I. Adorján pápa rendelt el, pontosabban Dionysius Exiguus gyűjteményéből származó kánonjogi dekrétumok. A cél a régi, példaértékűnek tartott egyházi jog visszaállítása volt.
A második részben, a 60–82 bekezdések szövege a tulajdonképpeni reformprogram. Nagy Károly szándéka ezzel az újonnan meghódított szász területek még pogány, törzsi társadalmának keresztény hitre térítése ill. a már keresztények hitének megerősítése. Ösztönözte a világi és egyházi vezetőket az egymással való együttműködésre és nagyívű programot indított a jog, az irodalom és a művészetek területén az egyházi képzés keretein belül.

## Szövegedíciók
- Hubert Mordek †, Klaus Zechiel-Eckes †, Michael Glatthaar (Szerk.): Die Admonitio generalis Karls des Großen. (a cím magyar fordítása:Nagy Károly admonitio generalisa.) Hahn, Hannover 2012 (Monumenta Germaniae Historica) Fontes iuris Germanici antiqui in usum scholarum separatim editi, 16. kötet), ISBN 978-3-7752-2201-3.